# ジャングル・ブック (2016年の映画)
『ジャングル・ブック』（原題: The Jungle Book）は、アメリカの映画製作会社「ウォルト・ディズニー・ピクチャーズ」が開発した、実写の少年とCGIアニメーションによる動物が共演する、2016年における冒険ファンタジー映画であり、製作・監督をジョン・ファヴローが、脚本をジャスティン・マークスが務め、世界の中では日本とアメリカを含む約72カ国において一般公開された。

## 概要
本作公開の122年前にあたる1894年に出版されたイギリスの小説家かつ詩人であるラドヤード・キップリングの短編小説集『ジャングル・ブック』および、その翌1895年に出版された『続ジャングル・ブック』そして、ウォルト・ディズニーが手掛けた最期の作品かつ、彼の死後に公開された最初の作品である1967年公開のアニメーション映画『ジャングル・ブック』を基にして、架空の舞台となるインドのジャングルに登場するすべての風景や場所、動物たちをCGIアニメーションで製作し、人間として出演する俳優の演技だけをブルースクリーンを基調とした舞台セットで撮影し、クロマキー合成することによって「実写/CGI」化したリメイク作品である。ハイクオリティな合成映像のために必要とされるSFXおよびVFXの技術的な問題ならびにトーキング・アニマルという非現実的な動作から生まれる違和感を、限りなく最小限にすることで実現したバーチャル・リアリティは、新たなるハイブリッド・テクノロジーの可能性を鑑賞者に提示し、ウォルト・ディズニー氏没後50周年というウォルト・ディズニー・カンパニーの歴史にとって大きな意味をもつ年に蘇り、世界中で大きな話題を呼んだ。
物語ではたった一人、ジャングルの中でオオカミたちによって育てられてきた少年モーグリが、仲間である黒ヒョウのバギーラやクマのバルーに見守られながら、自身を狙う凶悪なトラであるシア・カーンから逃れるために人間の村へ向かう過程で、少しずつ人間として成長していく姿を描いており、主演・俳優は本作公開当時12歳の新人ニール・セディ、声優は『ディア・ハンター』のクリストファー・ウォーケン、『ガンジー』のサー・ベン・キングズレー、『ゴーストバスターズ』のビル・マーレイといった大御所をはじめ、ギャリー・シャンドリング、ジャンカルロ・エスポジート、イドリス・エルバ、ルピタ・ニョンゴ、スカーレット・ヨハンソンなど数多くの著名人が名を連ねた。また、本作は2016年に死去したギャリーの遺作となっており、本作のラストでは彼への追悼メッセージが表示される。
詩人でもあるラドヤード・キップリングによる『ジャングル・ブック』の原作には、一話ごとに歌が書かれていて、1967年のアニメ映画も原作に出てくる歌との関連性は低いもののミュージカル映画として公開されて人気を博したため、その名残として本作ではアニメ映画を代表する「The Bare Necessities」と「君のようになりたい」の2曲が登場キャラクターたちによって歌われている。なお、ウォルト・ディズニー・ピクチャーズが『ジャングル・ブック』を実写化するのは、1994年にジェイソン・スコット・リー主演で公開した『ジャングル・ブック』に続いて2度目であり、ウォルト・ディズニー・スタジオの作品として1967年のアニメ映画を含めて数えると、本作は3つ目に新しい『ジャングル・ブック』である。

## ストーリー

### 序章
ある日、この物語の主人公の少年モーグリは、何者かに追われるように必死にジャングルの中を走っていた。しばらくすると、後ろを走っていたオオカミたちに軽々と追い抜かれ、やがて木の枝を足場にして走り始めた。幹の内部がスカスカで高く伸びたジャングルジムのようになり、イチジクのツルに巻きつかれている、そんな木の中をくぐり抜けたが、その出口の先にあった枝を目がけてジャンプすると、あっさりと折れてしまった。そして、地面に落ちたモーグリは己の師匠である黒ヒョウのバギーラに捕まってしまったのである。「枝が折れていなかったら、うまくいってたよ」そう言うモーグリに、バギーラは「ツルに巻き付かれるような木は枯れているんだぞ」と教えた。明るく振る舞うモーグリだが、群れに戻るとやはり落ち込んでいた。グレイたちに遊ぼうよ、とせがまれるが、そんな気分ではなかった。モーグリの育ての母であるラクシャもそんなモーグリの姿を当然気にかけていた。巣穴から目と鼻の先にある丘の頂きで、ここシオニーのオオカミの群れを束ねる気高きリーダーことアキーラがジャングルの掟を唱え、みんなもそれに続いた。

### シア・カーンの警告
それから雨季が終わり、マフアの木の花も咲かない、例年になく非常に熱くて長い乾季が訪れたときのことである。ヤマアラシのイキは、川の水が乾上がって姿を現した平和の岩を発見した。「水の休戦だ！」トビも羽ばたいて声を上げる。この休戦宣言によって、普段は食べられる側であっても安心して川の周りに集まってくるため、貧しくとも多様な生物が集う平和な光景が見られる。だが、しばらくして、岩場の空気が一変した。人間の仔であるモーグリの臭いを嗅ぎつけ、ハゲワシとともに恐ろしいトラのシア・カーンが現れたのだ。彼は人間に対して強い恨みを持っていたため、オオカミたちはモーグリを守ろうとしたが、シア・カーンはモーグリの価値と多くの命を引き合いに出し、水の休戦が終わったら、モーグリ以外の者に危害を加えかねない可能性を示唆した。
アマガエルとともに、ジャングルに雨が戻ってきたその夜、モーグリはこの件で揉めているラマやアキーラたちのもとへ行き、ここを出ていくことを宣言した。ラクシャは猛反対したが、バギーラもそれがモーグリの命を救う最善の方法でもあるとして、自ら彼を連れていくことに名乗り出た。結論が出て、母と仔は悲しみに暮れた。群れを離れたモーグリはバギーラから人間の村へ行くことを明かされたが、納得しなかった。その道中、森の中でゾウの群れに遭遇した。バギーラは、ゾウの前では頭を下げて敬意を示さなければならないと教えてくれた。なぜなら、ジャングルを創ったのは彼らであって、山々や木々も彼らのおかげでできたからである。鳥には木々が与えられた。しかし、ゾウが人間に与えたものはない。バギーラは「それがモーグリがジャングルを去るべき理由だ」と言った。
しかし、彼らが森を抜けて草原に出たときのことである。シア・カーンは、そのタイミングを狙っていた。バギーラから北へ逃げろと言われ、走りだしたモーグリ。幸いにもシア・カーンはスイギュウに行く手を遮られ、逆にモーグリはそのスイギュウに掴まり、助かることができた。だがその後、シオニーの丘にシア・カーンがやってきて、モーグリのことに関して口を割らないアキーラを無慈悲にも殺してしまった。そして、モーグリを自分のところに連れてこない限り、ここは自分の丘だと宣言した。一方、バギーラと離れ離れになってしまったモーグリは、そのスイギュウが行く高い崖道が雨水により崩れ落ち、彼らと一緒に川の中に落ちてしまった。

### カーの催眠術
モーグリは流木からたどり着いた深い霧の立ち込める暗い森の中をさ迷っていた。イチジクの実を発見したが、ジャンプしても届かなかったので、ツルを使って自分の近くに引き寄せてからもぎ取った。実をかじっていたら、可愛らしいジャコウネコが現れたので、一口かじらせようと試みる。だが、モーグリの後ろに隠れていたその仲間にイチジクの実をまるごと奪われてしまい、追いかけるはめになった。気づいたら太い木の上まで来てしまっており、そこでモーグリは何者かの気配を感じた。巨大なヘビのカーだ。彼女はモーグリを仕留めるために言葉巧みに安心させようとする。そして彼女は、モーグリが一体何者でどこから来たのかを知っているという。カーは催眠をかけ始めた。「大抵の人間はジャングルから遠く離れた村にいるけれど、ときどき彼らは旅をするの。そのとき、暗いほら穴の中から漂ってきたもの、それはこう呼ばれた『赤い花』と。」ほら穴の中に1匹のトラがやってきた。そう、あのシア・カーンだ。「その夜、シア・カーンは旅人の一生を終わらせたの。でもその際、彼は赤い花に触れて焼かれてしまい、ものすごい勢いで走り去ったから取り残された仔には気づかなかったの。そう、その仔があなたよ。ヒョウがあなたを見つけたの。」実の父親の存在とその死を知り、我を失ったモーグリは既にぐるぐる巻きにされていた。そして、カーに襲われるその瞬間、何者かがカーに襲いかかった。しかし、モーグリは自分に何が起きたのかを理解する前に気を失ってしまっていた。

### バルーとの出会い
目を覚ますと穴ぐらの中で、大きな鼻が目の前で自分の匂いを嗅いでいて、モーグリは思わず悲鳴を上げた。その鼻の持ち主はバルーという名の大きなクマで、決して悪いクマではなさそうだ。話を聞けば、カーに襲われていたモーグリを助けてくれたのだという。バルーはなぜかモーグリに岩登りはできるか？と尋ねた。崖の上にできたハチの巣を落として借りを返して欲しいのだという。かなり高い崖だったため、モーグリは無理だと思ったが、バルー曰く冬眠のためにハチミツがたくさん必要なのだという。仕方なくモーグリは小石をかち割って、木の枝から垂れ下がった太いツルを、小石の鋭い部分で切り落とした。そして、これを命綱にして、崖の上からハチの巣を落とそうと試みた。その下を見れば、ただ応援しているだけのバルーの周りには、Mr.パンゴリン、オオリス、コビトイノシシのフレッドも集まってきて何やら賑わっている。だが、やっとの思いでモーグリはハチの巣を落とした。借りを返したモーグリは、すぐにその場を離れようとしたが、バルーはモーグリの才能を見込んで、冬眠のためにもっとハチミツを集めたいという。モーグリはトラに狙われているから人間の村に行かなきゃいけないと、バギーラから言われていると説明したが、バルーはバギーラをよく知っているらしく、人間の村のほうへ案内してくれることになった。
そして、人間の村を遠くから眺めることができるようになったのは夜のことだった。村の様子を眺めながらモーグリとバルーは語り合った。触れた者の身を亡ぼすから絶対に赤い花で遊んじゃだめだ、とバルーは教えてくれた。そして彼は、モーグリがハチミツを手に入れるためにしたことを、今まで見たことがなかったと語ったが、モーグリはトリックを使ってしまったのでオオカミのやり方じゃないと答えた。だが、彼は色々なやり方がある中で、その選んだやり方が何を成し遂げたかをモーグリに気づかせようとした。そして、もう人間の村の場所を教えたのだから行きたいときに行けばいい、もうちょっとそのやり方を自分のところで使ってみないか？と尋ねたのである。ハチミツが必要なその冬まで。
一方で、シオニーの丘の夜は、不気味なものであった。寝ていたラクシャがグレイに起こされたが、辺りを見回すと他のオオカミの仔たちがいない。丘の頂きを見ると、ラクシャの仔たちはシア・カーンの周りにいて、カッコウ鳥の托卵の話を聞かされている。「お前らが注意しておかねばならないのは、カッコウ鳥だ。カッコウ鳥は仔育てに関してはとても賢い。こっそりと自分の卵を別の鳥の巣に入れるのだ。すると、孵化するときに、その母鳥は騙されているわけだ。彼女は彼らにエサをやり育てる。さて、お前らは彼女の本当のひな鳥には何が起こったのか解るかな？ ……それはこうだ、彼らは飢えて……そして、死んでしまいましたとさ……。構ってもらえずに。すべての理由はこうだ。母親が愛したひな鳥は……自分の仔ではなかったからだ。」モーグリがジャングルを出ていくことを、シア・カーンが望んでいたもの、と思っていたラクシャだが、彼が望むのはモーグリの死だと断言した。

### バギーラとの再会
モーグリは、仲間たちと効率良く働くために、ハチの巣落としのための様々な道具を作っては、森の川で背泳ぎするバルーのお腹に乗り、歌を歌ったりしながら楽しい時間を過ごしていた。だが、モーグリはジャングルの茂みの中に何者かがいることに気づき、その身をバルーの大きな体で隠した。「出て来て姿を見せろ」バルーがそう言うと、そこから出て来たのはバギーラであった。モーグリは思わずバギーラに抱き付いた。嬉しさのあまり興奮したモーグリはこれまでのいきさつを話して、今はバルーと一緒に働いていることを伝えた。「それは本当か？ ナマケグマが働くなんて初耳だな。来いモーグリ、我々のやり方で行くぞ。」だが、モーグリはバルーと過ごした穴ぐらを見せたかった。機嫌の良いモーグリは穴ぐらの前に吊るしてある、ツルでできた命綱のロープを見せて得意げに語ったが、すでにバギーラの表情は険しかった。そして、穴ぐらの中へと入ったバギーラ。そこにはハチミツがいたるところに置かれていた。「これは冬用に取っておくハチミツだよ！」モーグリは嬉しそうに説明したが、バギーラは怒っていた。「正気を失ったか？ お前はアキーラが教えてきたことを何も聞いていなかったのか？ こんな場所があるか……、ジャングルにこんな……インチキ！ お前がこんなことをしたいなら、人間の村ですればいい」モーグリが「バルーの冬眠のために準備しているんだ」と言うと「クマはジャングルで冬眠しないぞ」とバラされてしまった。バルーは「旅立つにはもう遅いから、このことについては朝になったら話そう」と提案したが「賢明だが、まず私たちはここを立ち去るのが先だ」とバギーラは穴ぐらの外へ出て行ってしまった。その夜、モーグリはバルーと一緒に寝た。
真夜中、モーグリは何者かの鳴き声で目が覚める。近づいてみれば、それはゾウの鳴き声だった。ゾウたちが円陣を組むようにして騒いでいる。モーグリが近づくと、威嚇されてしまったので、群れを去るときにバギーラから教えてもらったお辞儀をして敬意を示してから、恐る恐る輪の中をのぞき込むと、落とし穴の中に落ちてしまったゾウの仔がいた。モーグリはハチの巣落としのために用意してあったツルのロープを持ってきて、片方をゾウの親に噛ませ、片方をゾウの仔の体に巻き付けた。ゾウの親が力いっぱい引っ張って、なんとかゾウの仔は穴から抜け出すことができた。バルーが「な、言っただろ？ 彼は特別だって」というとバギーラは「そんなことは分かってる、あいつは俺が育てたんだ」とぶっきらぼうに答えた。しかし、モーグリがただのトラではなく、シア・カーンに狙われていることと、アキーラが殺されてしまったことを知ったバルーは、人間の村へ連れていくべきだというバギ－ラの考えを受け入れざるを得なくなってしまった。「俺はもう君に用はないんだよ！」バルーは本心ではないことをモーグリに言った。

### バンダー・ログの王
木の上で落ち込むモーグリの前にハヌマンラングールが現れ、モーグリの真似をしておちょくってくる。モーグリが強く「止めろって！」と言うと向こうも真似して怒りだした。すると、急に現れたサルの仲間がモーグリを持ち上げて、空が見えるほど高い木の上でバケツリレーを始めた。サルの手からサルの手へモノのように放り投げられるモーグリ。バギーラとバルーがすぐに気付いて追いかけたが、サルはかなり高い崖の上までモーグリを背負ってよじ登っていく。そして、崖の上に投げ込まれたモーグリの目の前に現れたのは廃墟と化した巨大な寺院であった。シシオザルに前を行けとばかりに背中を突かれ、寺院の中まで連れていかれたモーグリ。そして、空から光射す吹き抜けのある広間までたどり着いた。モーグリはたまたま近くに置いてあったカウベルをなんとなく手に取り「カラコロ」と音を鳴らすと、サルたちが遠ざかったので思わず後ろを振り向いた。もう一度前を向き、カウベルを元の場所に戻して、また後ろを向いた瞬間、その背後から床に転がっていたパウパウの実を手に取る巨大な何者かがいることに気付いた。バンダー・ログの王キング・ルーイである。話を聞けば、彼は色々な物を所有するが、唯一手にしたことがない赤い花を自分に差し出すようモーグリに強要してくるのである。嫌がるモーグリの後ろからバルーの声がした。そして、それはバルーがキング・ルーイと話している隙に、バギーラがモーグリを連れ出そうとする作戦だったのである。しかし、1匹のサルがそれに気づいてしまったので、モーグリ、バギーラ、バルーは一気に寺院の中庭まで飛び出た。するとキング・ルーイはその巨体をついに立ち上がらせた。バギーラとバルーが中庭でバンダー・ログの足止めを狙う。モーグリはさらに下がって寺院の南側へ入ったが、しばらくして中庭まで出てきたキング・ルーイは、けたたましい声で大咆哮し、とんでもない身体能力でその巨体を跳ね上がらせ、バギーラたちが何かをする間もなく、モーグリが行った方向を先回りし、その入口を大きな体で塞いだ。モーグリが「僕は群れに戻るんだ！ アキーラのところへ帰る！」と言うと、キング・ルーイは「アキーラ？ 聞いていなかったのか？ 奴ならシア・カーンに殺されたぞ」と言った。それを信じないモーグリは寺院の中をかけ回った。キング・ルーイもヒートアップしていく。だが、彼は正気を失い始めていた。モーグリが光射すほうへ向かいジャンプして寺院の外に抜け出すと、彼も手を伸ばした。だが、あまりにもその巨体が暴れて回ったので、ついに寺院が耐え切れなくなり、崩れ落ちてしまった。バンダー・ログはキング・ルーイを救出するため、崩れ落ちた瓦礫を手に取って放り投げ始めるが、それは途方もなく絶望的な状況であった。一方で、バギーラとバルーもモーグリが瓦礫に埋もれてしまったと思っていたが、幸いにもモーグリは木の上にいた。しかし、モーグリはショックを受けていた。アキーラが死んだことが本当だと知ったモーグリの顔は怒りに満ちていた。そして物語はシア・カーンとの最終決戦へと向かう。

### シア・カーンVSモーグリ
人間の村に来て、こっそり赤い花を手にしてジャングルに戻るモーグリ。その途中、赤い花の欠片がこぼれ落ち、ジャングル中が燃え広がり、多くの動物達が水の近くまで避難した。シア・カーンの元に辿り着いたモーグリも燃えていくジャングルを見て茫然とする。彼に「動物達の前で人間の本性を見せろ」とシア・カーンは脅すが、モーグリは赤い火を水の方へ捨て、バルー、バギーラ、ラクシャ達オオカミと共にジャングルの掟を一斉に唱える。それも見て怒り狂ったシア・カーンは皆殺しにしようと襲いかかる。バルーとバギーラ、そしてオオカミ達は立ち向かい、モーグリは人間のやり方で戦えとバギーラに言われた通り、赤い花に包まれたジャングルの中で罠を仕掛けた。追い詰めてきたシア・カーンに負荷怪我負いながらも戦い、ついに枯れた木を利用しシア・カーンを赤い花に呑まれ、倒すことに成功した。
そこへゾウ達がやってきて、水を溜め、川を作って赤い花を消し始める。動物達はモーグリがジャングルの運命を変えた事を一生忘れないだろうとバギーラが語る。

### 終章
モーグリは下だけ走れとバギーラに言われたが、木に登って一番乗りになる。オオカミ達から文句を言われるが、モーグリは満足をした顔で自分がオオカミじゃないと話す。そして元通りになったシオニーの丘で、グレイ達はモーグリが帰ってきた事を喜ぶ。そして、その様子を見て微笑むラクシャは新たなオオカミのリーダーとして、オオカミ達とジャングルの掟を唱える。バルーがバギーラとモーグリと共に木の上で眺めているところで本を閉じた。
エンドロールで瓦礫の下敷きになっていたキング・ルーイが復活して、歌を歌いながらで幕を閉じる。

## 登場キャラクター

### メインキャラクター
モーグリ（Mowgli）
本作の主人公であり、オオカミに育てられた人間の子。
幼い頃、実の父親に見守られながら旅をしていたが、その父親は夜を過ごすために立ち寄ったほら穴の中でシア・カーンによって殺されてしまった。
たった一人だけジャングルに取り残されてしまった幼いモーグリがほら穴の外に出たとき、生真面目なクロヒョウであるバギーラがやってきて、その計らいによりアキーラがいる群れの仔として加わることができた。
バギーラ（Bagheera）
モーグリを拾い、オオカミたちにその命を託した黒ヒョウ。
モーグリの成長を誰よりも気にかけており、だからこそ彼に対しては厳しい父親の一面を見せることが多い。
頑固な性格ではあるが、ジャングルのことはよく知っているし、モーグリもそんなバギーラのことを最も頼りにしているし、友達だとも思っている。
しかし、シア・カーンからモーグリを守るため、自分が拾った彼を自ら人間の村へ連れていくことになるなど、頭を悩ませることも多い。
バルー（Baloo）
食いしん坊でちゃっかり者のクマ。カーに襲われていたモーグリを助けて以来、良き友人となる。
ジャングルの掟を全く守らないわけではないが、掟に縛られて生きていくようなタイプではなく、自由奔放な生き方を望んでいる。
モーグリに対しては友達のように接し、彼は周りを乗せるのが上手い。まるでバギーラとは正反対のタイプである。
とはいえ、いざというときは体を張って戦う大きな獣である。
シア・カーン（Shere Khan）
ジャングルで一番恐れられているトラ。遊びや自らの力を誇示するために狩りや殺しをするため、多くの者たちから忌み嫌われている。
かつてモーグリの実の父親を殺したが、その際に赤い花で左目を失明するほど顔の左反面に怪我を負わされたことから深く人間を恨み、モーグリを執拗に狙う。
足が悪いため、平和の岩から去るシーンでも気怠そうな足の動きを見せている。
ラクシャ（Raksha）
モーグリの育ての母であるメスのオオカミ。
まだ幼いグレイやタヴィたち4匹のオオカミ兄弟の母でもあるが、それはモーグリに対しても変わらず深い愛情を注いできた。
その愛情の深さはシア・カーンにさえためらわず牙を剥くほどであり、原作でもシア・カーンがたじろぐほどの存在であった。
1967年のアニメ映画には出てこなかったが、カー同様、女性役の活躍を充実させるために、重要なキャラクターとして復活した。
カー（Kaa）
妖しくも魅惑的な声を持ち、ゆったりとした口調で語る、大柄で狡猾なメスのニシキヘビ。
眼の色を変える得意の催眠術でモーグリを襲うも、バルーによって阻止される。
原作に拠ると、毒を持たないヘビであるが故に、艶めかしく相手の体に巻き付いてから、全身の筋肉で一気に締め上げることが最大の武器である。
1967年のアニメ映画では、ほとんどが男性役であったことから、本作では女性役を増やすためにバランスを取ってカーの性別が変更された。
アキーラ（Akela）
モーグリをシオニーの地の群れの中に受け入れた、勇ましくも気品あふれるオオカミのリーダー。
丘の頂きでオオカミの繁栄を見守る存在であり、いつも若いオオカミたちにジャングルの掟を規律正しく説いている。
だが、シア・カーンから守るためにモーグリを逃がすも、激昂したシア・カーンに見せしめとして殺されてしまった。
その存在の大きさはモーグリのシア・カーンに対する怒りの大きさにより明らかである。
キング・ルーイ（King Louie）
ジャングルの高い崖の上で廃墟となった巨大な寺院の奥に住まうバンダー・ログの王であり、あの伝説的なギガントピテクスの生き残り。
その巨体でありながらも、人間になることを夢見ており、モーグリから赤い花を手に入れようと目論む。
サルの群れを意味するバンダー・ログを除き、原作には登場しない1967年のアニメ映画のために誕生したディズニー独自のオリジナル・キャラクターである。
1967年のアニメ映画ではオランウータンであったが、この変更に関しては企画の項を参照。

### サブキャラクター
ゾウの群れ（The Elephants）
いわゆるジャングルの創造主であり、ジャングルで彼らに出会ったら、まず頭を下げて敬意を示さなければならない。
原作や1967年のアニメ映画にはハティという名前のゾウがいたが、本作では名前が付けられたゾウは出てこない。
しかしながら、本作のゾウたちは言葉を話さないキャラクターでありつつも、ジャングルを創るという重要なポジションから独特の活躍を見せた。
幼きモーグリの父親（Infant Mowgli’s Father）
幼きモーグリと一緒にジャングルのほら穴の中で一夜を過ごすはずだった赤い花を持った旅人。
シア・カーンによって、その命を奪われてしまった人間である。
原作や1967年のアニメ映画ではモーグリの実の父親について語られることはなかったが、本作ではカーがモーグリに催眠をかけたことにより、そこには確かに人間の親子の姿があったことを確認することができた。
イキ（Ikki）
原作にも登場するヤマアラシであり、平和の岩を見つけた第一発見者。
本作ではインドタテガミヤマアラシ（Indian crested porcupine） をモデルとしている可能性が高い。
見つけた物はすべて自分のものだと主張するため、たまたま落ちていた小さな枝の所有権を巡ってクジャクとは針と羽で挑発し合ったが、水の休戦中だったため決着はつかなかった。
原語版の声優を担当したギャリー・シャンドリングは、2016年3月24日に心臓発作で他界したため、本作が最期の映画となった。
Mr.パンゴリン（Mr. Pangolin）
本作独自のキャラクターであり、センザンコウ（Indian pangolin）をモデルとしている。
原語版の声優がカメオ出演であるため、クレジットされていなかったが、「Mr. Pangolin」という名前が付けられていたという。
オオリス（Giant squirrel）
本作独自のキャラクターであり、インドオオリス（Indian giant squirrel）をモデルとしている。
かなりのすばしっこさを持っているため、さながらストップ・モーションに近い動きも見せる。
作品中でもツルでできたロープの上を猛ダッシュで駆け上っていくほど綱渡りの名人である。
フレッド（Fred the pygmy hog）
本作独自のキャラクターであり、コビトイノシシ（pygmy hog）をモデルとしている。
モーグリが崖から落としたハチの巣に押しつぶされてしまい、そのハチミツだらけの体をバルーに舐められてしまう。
原語版の声優は、監督であるジョン・ファヴロー本人が担当している。
ラマ（Rama）
シア・カーンに狙われることになったモーグリの今後について、群れを出ていくべきだ、と語っている古株のオオカミ。
本作におけるモーグリとの関係は不明だが、原作ではスイギュウの名前であり、1967年のアニメ映画ではモーグリの育ての父オオカミの名前であった。
グレイ（Gray）やタヴィ（Tavi）たち（4匹の幼いオオカミ兄弟）
みんなモーグリと遊ぶのが大好きなようだが、特に灰色のグレイは4兄弟の中でも一番のモーグリ好きで、丘を奪われて以降、不気味な話をするシア・カーンに近づかなかったのもグレイだけであった。
グレイは原作でもオオカミ兄弟の長男として登場したが、タヴィに関しては作品中に「マングース」というセリフがあるため、原作の中に出てくる1匹のマングースの名前「リッキ・ティッキ・タヴィ」から取って付けたものと推測できる。

### エキストラ
- 初登場シーンから順に記載。

| 分類   | 生物                                            | 生物                                            | 補足説明 |
| ------ | ----------------------------------------------- | ----------------------------------------------- | --- |
| 爬虫類 | カメ（Assam roofed turtle）                     | カメ（Assam roofed turtle）                     | |
| 鳥類   | アマサギ（Cattle Egret）                        | アマサギ（Cattle Egret）                        | |
| 鳥類   | オオサイチョウ（Great hornbill）                | オオサイチョウ（Great hornbill）                | |
| 哺乳類 | ニルガイ（Nilgai）                              | ニルガイ（Nilgai）                              | 平和の岩場へ現れたモーグリに対するオス1頭のセリフがある。 メスも水飲み中にモーグリの道具に驚いてセリフがある。                                                 |
| 哺乳類 | ムササビ（Red and white giant flying squirrel） | ムササビ（Red and white giant flying squirrel） | |
| 鳥類   | ルリコノハドリ（Asian fairy-bluebird）          | ルリコノハドリ（Asian fairy-bluebird）          | |
| 鳥類   | コセイインコ（Plum-headed Parakeet）            | コセイインコ（Plum-headed Parakeet）            | |
| 哺乳類 | オオカミ（Indian Wolf）                         | オオカミ（Indian Wolf）                         | |
| 鳥類   | シロガシラトビ（Brahminy Kite）                 | シロガシラトビ（Brahminy Kite）                 | 頭部から胸部までの真っ白な毛とは対照的な焦げ茶色の翼を持つトビ。 イキによる水の休戦宣言を最初に聞いた鳥。 原作では「チル（Chil）」という名前が与えられている。 |
| 哺乳類 | サイ（Indian rhinoceros）                       | サイ（Indian rhinoceros）                       | ロッキー（Rocky the Rhino）とラクエル（Raquel the Rhino）というサイの親仔にセリフがある。                                                                      |
| 哺乳類 | ブラックバック（Blackbuck）                     | ブラックバック（Blackbuck）                     | 平和の岩場へ現れたモーグリに対するメス2頭のセリフがある。 オスも水飲み中に天敵のクロヒョウが現れて驚くときにセリフがある。                                     |
| 哺乳類 | スイギュウ（Water buffalo）                     | スイギュウ（Water buffalo）                     | 平和の岩でモーグリの前を横切るときに一言セリフがある。 |
| 爬虫類 | ワニ（Mugger crocodile）                        | ワニ（Mugger crocodile）                        | |
| 鳥類   | ハリオハチクイ（Blue-tailed Bee-eater）         | ハリオハチクイ（Blue-tailed Bee-eater）         | ワニの口の周りに集まってくる。 カッコウの仔にエサをあげるシーンでも登場。                                                                                      |
| 哺乳類 | トビネズミ（Jerboa）                            | トビネズミ（Jerboa）                            | 何匹かまとまって行動し、同じセリフをみんなで言う。 |
| 哺乳類 | イノシシ（Wild boar）                           | イノシシ（Wild boar）                           | |
| 鳥類   | クジャク（Indian peacock）                      | クジャク（Indian peacock）                      | イキと枝の奪い合いをするときにセリフがある。 |
| 哺乳類 | マングース（Mongoose）                          | マングース（Mongoose）                          | 平和の岩で語るサイの親仔の近くに登場。 |
| 哺乳類 | インドオオリス（Indian giant squirrel）         | インドオオリス（Indian giant squirrel）         | 平和の岩で2匹が水を飲んでいる。#サブキャラクターとしても登場。                                                                                                 |
| 爬虫類 | コブラ（Indian cobra）                          | コブラ（Indian cobra）                          | 平和の岩で道具を使って水を飲むモーグリを威嚇する。 |
| 両生類 | カエル（Tree frog）                             | カエル（Tree frog）                             | シア・カーンが平和の岩から去った直後の雨のシーンに登場。 原作に拠ると「モーグリ」という名前はオオカミの言葉で「カエル」を意味するという。                      |
| 哺乳類 | ゾウ（Indian Elephant）                         | ゾウ（Indian Elephant）                         | #サブキャラクターを参照。 |
| 霊長類 | ハヌマンラングール（Hanuman Langur）            | ハヌマンラングール（Hanuman Langur）            | 全身の体毛は灰褐色で皮膚が黒いサル。 バルーのお腹に乗って一緒に歌うモーグリの様子を見ていた。                                                                  |
| 霊長類 | ゴールデンラングール（Gee's golden langur）     | ゴールデンラングール（Gee's golden langur）     | 全身の体毛は白みを帯びたオレンジで皮膚が黒いサル。 カーがいた森でハヌマンラングールとともにモーグリの様子を見ていた。                                          |
| 哺乳類 | コジャコウネコ（Small Indian civet）            | コジャコウネコ（Small Indian civet）            | |
| 鳥類   | インドハゲワシ（Indian vulture）                | インドハゲワシ（Indian vulture）                | シア・カーンが残したおこぼれの死肉を求めるハゲワシ。 |
| 鳥類   | カッコウ（Common cuckoo）                       | カッコウ（Common cuckoo）                       | |
| 鳥類   | ヤツガシラ（hoopoe）                            | ヤツガシラ（hoopoe）                            | バルーとモーグリが「The Bare Necessities」を歌うときに登場。                                                                                                   |
| 霊長類 | キタブタオザル（Northern pig-tailed macaque）   | キタブタオザル（Northern pig-tailed macaque）   | |
| 霊長類 | シシオザル（lion-tailed macaque）               | シシオザル（lion-tailed macaque）               | 全身の体毛は黒く顔の周りに灰色のタテガミを持つサル。 |

## 用語
赤い花（The Red Flower）
人間が作り出した「火」の事で、暖かくて明るいがジャングルに住む者たちには破滅をもたらすものとされている。
シオニー（Seeonee）
アキーラ率いるオオカミの群れが暮らしている自然豊かな地。
原作者のラドヤード・キップリングはインドに実在するマディヤ・プラデーシュ州のスィヴニー県をシオニーのモデルにしたといい、かつて、その近くにあったサント・バオリ村（Sant Baori）について「彼らの村でオオカミに育てられた少年が保護された」とされるウィリアム・ヘンリー・スリーマンが1831年に発行した小冊子の記事内容に触発されて、それはモーグリというキャラクターの遺伝子に宿ったと伝えられている。スィヴニーは今ではすっかり開発が進み、そのジャングルの片鱗はペンチ・トラ保護区へと受け継がれている。
ジャングルの掟（Law of the Jungle）
ジャングルに生きる者たちが守るべきとされている掟。
　
【日本語版の前文】
“ジャングルの掟は青空のように古い真実”
“掟を守るオオカミは栄え、破れば死あるのみ”
“木に巻きつく蔓のように掟はゆきわたる”
“群れの結束はオオカミの力 オオカミの結束は群れの力”
　
【原文】
"This is the Law of the Jungle, as old and as true as the sky,
The Wolf that keeps it will prosper, but the Wolf that breaks it will die.
Like the creeper that girdles the tree trunk, the Law runneth over and back;
For the strength of the Pack is the Wolf, and the strength of the Wolf is the Pack."
人間の仔（Man-cub）
ジャングルに生きる者から見て、まだ立派な人間になりきれていない小さく幼い人間のこと。
英語による原作、1967年のアニメ映画および本作では、動物側の視点で子供のことをChildではなく幼獣を意味するCubと呼び、モーグリのような少年は人間を意味するManとCubを組み合わせたMan-Cubという造語で呼ばれることが多くあり、その独自の世界観に敬意を示す意味も込めて、ここでは動物側の視点から見た人間の子を「人間の仔」と表記する。
人間の村（The man village）
ジャングルから遠く離れた地にある人間たちの村。
彼らは赤い花を好むという。
バンダー・ログ（Bandar-log）
サルの群れのこと。本作ではキングルーイの手下として人間の仔であるモーグリを誘拐した。
ハヌマンラングール、ゴールデンラングール、キタブタオザル、シシオザルなど様々なサルたちで構成される。
他の動物たちとは言語が違うらしく、キングルーイと違って会話が出来ない。
平和の岩（Peace Rock）
普段は渓谷の上から流れる滝の水によって隠れている岩。
この岩が見えるほど川の水が乾上がると水の休戦が宣言される。
マフアの木（Mohwa〈Madhuca longifolia〉）
「モワ」というインドの熱帯地方に生えるアカテツ科の木のこと。
開花すると黄白色の花が咲き、その実は現実のインドにおいて、食料、飲料、医療など様々な使われ方をしている。
水の休戦（Water Truce）
これが宣言されると、ジャングルの掟により、平和の岩がある川の水の近くで捕食することは如何なる者であっても禁止される。
生態系を維持するためにすべての者たちがしっかりと水を飲み、やがて来るであろう雨期を待ち望む。

## キャスト

### 俳優
| キャラクター | キャラクター | 俳優                   |
| ------------ | ------------ | ---------------------- |
| モーグリ     | 少年         | ニール・セティ         |
| モーグリ     | 幼児         | ケンドリック・レイエス |
| モーグリの父 | モーグリの父 | リテッシュ・ラジャン   |

### 声優
| キャラクター             | 原語版の声優                   | 日本語吹替版の声優                            |
| ------------------------ | ------------------------------ | --------------------------------------------- |
| モーグリ                 |                                | 北原十希明                                    |
| バギーラ                 | ベン・キングズレー             | 松本幸四郎 (9代目)                            |
| バルー                   | ビル・マーレイ                 | 西田敏行                                      |
| シア・カーン             | イドリス・エルバ               | 伊勢谷友介（劇場公開版） 小山剛志（2021年版） |
| ラクシャ                 | ルピタ・ニョンゴ               | 宮沢りえ                                      |
| カー                     | スカーレット・ヨハンソン       | 朴璐美                                        |
| アキーラ                 | ジャンカルロ・エスポジート     | 大川透                                        |
| キング・ルーイ           | クリストファー・ウォーケン     | 石原慎一                                      |
| イキ                     | ギャリー・シャンドリング       | 河本邦弘                                      |
| グレイ                   | ブライトン・シャルビノ         | 古賀瑠                                        |
| 若いオオカミたち         | エムジェイ・アンソニー         | 堀川恭司（成長したグレイ）                    |
| 若いオオカミたち         | マックス・ファヴロー           | 井上福悠（タヴィ）                            |
| 若いオオカミたち         | クロエ・エシュテル             | 竹内恵美子（オオカミたち）                    |
| 若いオオカミたち         | アッシャー・ブリンコフ         | 香月美紅（少女オオカミ）                      |
| 若いオオカミたち         | ノックス・ギャニオン           | 藤巻勇威（仔オオカミ１）                      |
| 若いオオカミたち         | サシャ・シュレイバー           | 滝沢聖波（少年オオカミ１）                    |
| 若いオオカミたち         | カイ・シュレイバー             | 横山陽紀（少年オオカミ２）                    |
| コビトイノシシのフレッド | ジョン・ファヴロー             | 粟野志門                                      |
| オオリス                 | サム・ライミ                   | 後藤光祐                                      |
| クジャク                 | ラッセル・ピーターズ           | 根本泰彦                                      |
| サイのロッキー           | ラッセル・ピーターズ           | 宮本崇弘                                      |
| サイのラクエル           | マデリーン・ファヴロー         | 矢野亜沙美                                    |
| メスのニルガイ           | サラ・アリントン               | 丸山礼                                        |
| ラマ                     | ラルフ・アイネソン             | 斉藤次郎                                      |
| そのほかの動物たち       | シーン・ジョンソン             | 細谷カズヨシ（センザンコウ）                  |
| そのほかの動物たち       | アーティ・エスポジート         | 小島敬介（トビネズミ１～４）                  |
| そのほかの動物たち       | アラン・トラウトマン           | 内野孝聡（バイソン）                          |
| そのほかの動物たち       | ディー・ブラッドリー・ベイカー |                                               |
| そのほかの動物たち       | ハンナ・トイントン             |                                               |

## スタッフ

### 原語版
| 制作スタッフ                     | |
| 監督                             | ジョン・ファヴロー |
| 脚本                             | ジャスティン・マークス |
| 製作                             | ジョン・ファヴロー,p.g.a.、ブリガム・テイラー,p.g.a.                                                                                           |
| 製作総指揮                       | ピーター・トビヤンセン、モリー・アレン、カレン・ギルティリスト                                                                                 |
| 撮影                             | ビル・ポープ,ASC |
| プロダクション・デザイン         | クリストファー・グラス |
| 編集                             | マーク・リヴォルシー,ACE |
| 衣裳                             | ローラ・ジーン・シャノン |
| 視覚効果スーパーバイザー         | ロバート・レガート、アダム・ヴァルデス（MPC）、ダン・レモン（WETA）                                                                            |
| 視覚効果プロデューサー           | ジョイス・コックス |
| アニメーション・スーパーバイザー | アンドリュー・R・ジョーンズ |
| キャスティング                   | サラ・ハレー・フィン, CSA |
| 音楽                             | ジョン・デブニー |
| 製作協力                         | ムービング・ピクチャー・カンパニー（MPC）、WETAデジタル社、 デジタル・ドメイン社、レガシー・エフェクツ社、ザ・サード・フロアー社、マグノパス社 |

- 日本語字幕……古田由紀子

### 日本語吹替版
| 制作スタッフ |                      |
| 翻訳         | 田尾友美             |
| 翻訳監修     | ジェームズ・ハバート |
| 演出         | 向山宏志             |
| 音楽演出     | 市之瀬洋一           |
| 日本語版制作 | HALF H・P STUDIO     |

## 製作

### ニュース
| 日付   | 日付    | 内容 |
| ------ | ------- | --- |
| 2013年 | 7月9日  | ウォルト・ディズニー・ピクチャーズはジャスティン・マークスを脚本執筆に迎え、『ジャングル・ブック』の実写リメイクを開発中であることを発表した。 |
| 2013年 | 11月5日 | ジョン・ファヴローが『ジャングル・ブック』の監督として交渉中であることが明らかになった。                                                       |
| 2014年 | 3月6日  | イドリス・エルバがシア・カーン役の声優として交渉中であることが明らかになった。                                                                 |
| 2014年 | 4月23日 | スカーレット・ヨハンソンがカー役、ルピタ・ニョンゴがラクシャ役の声優として交渉中であることが明らかになった。                                   |
| 2014年 | 6月25日 | ベン・キングズレーがバギーラ役の声優として交渉中であることが明らかになった。                                                                   |
| 2014年 | 7月9日  | ジョン・デブニーが音楽を担当することが、彼の公式サイトで明らかになった。                                                                       |
| 2014年 | 7月15日 | 新人のニール・セティがモーグリ役の俳優として出演することをディズニーが発表した。                                                               |
| 2014年 | 7月28日 | クリストファー・ウォーケンがキング・ルーイ役、ジャンカルロ・エスポジートがアキーラ役で声優を担当することをディズニーが発表した。               |
| 2014年 | 8月1日  | ビル・マーレイがバルー役の声優を担当することをウォルト・ディズニー・スタジオが発表した。                                                       |
| 2015年 | 1月13日 | 『ジャングル・ブック』の公開日を2015年10月9日から2016年4月15日に変更することをディズニーが公表した。                                           |

### キャスティング
- 本作のキング・ルーイの初登場シーンは、ベトナムやカンボジアを舞台にした1979年の戦争映画『地獄の黙示録』で、ジャングルの支配者となった軍人カーツが暗い部屋の中、光の当たり具合によって顔を照らす初登場シーンをオマージュする形で描いており、その中で、前年に公開され、同じようにベトナムの戦地に送り込まれた若者たちの姿を描いた1978年の戦争映画『ディア・ハンター』で、最終的にロシアン・ルーレットに溺れて自害してしまう青年ニックの姿を演じたクリストファー・ウォーケンの名前が挙がってきたという[28]。

### 企画
- 本作はラドヤード・キップリングの原作と1967年のアニメ映画を基にしているが、ジョン・ファヴローは新しい『ジャングル・ブック』を製作するために、様々な作品からインスピレーションを受けたという。まず、ファヴローは今回初めてウォルト・ディズニー・スタジオの作品をリメイクするにあたり、その敬意を払うためにスタジオの初期5大遺産である『白雪姫、ピノキオ、ファンタジア、ダンボ、バンビ』からイメージを組み込んだという。その中で特に『バンビ』からは重要な影響があったといい、『白雪姫』の公開以降、アニメーションはエレガンスかつ急激に成長したが、それは動物に人間の顔のような表情や、典型的な漫画の動きをさせないことをウォルト・ディズニーが要求したからだという[29]。彼は動物たちのパフォーマンスに関心があり、〔写実性を保つために〕動物たちが会話することについても、口があまり映らないようなフレームを選択していたという。そのためファヴローたちもオオカミを処理するときは、カメラをほんの少しだけ高い位置にして、鼻で口を隠すような工夫をしたり、いわゆる「不気味の谷現象」を回避するために『ベイブ』のようなトーキング・アニマルを伴う最近の実写映画からも手がかりを得たという。ファヴローは「私たちは（ベイブの監督）ジョージ・ミラーの本をお手本にして、その生物種が本質的に持ちうる挙動にとどめたんだ」と語っている[30]。

- また、1953年のウェスタン映画『シェーン』に見られる、少年の目線を通して考える大人との関係性は、モーグリにとって物事を教えてくれる父親としてのバギーラ、一緒にいて楽しい叔父としてのバルーという姿に重なり、1990年のマフィア映画『グッドフェローズ』のように、危険な世界であるが故に一般社会とは違う独自のルールが彼らの判断基準として置かれているのは、ラドヤード・キップリングによる『ジャングル・ブック』の世界と通じるものがあり、伝統的なジョン・フォードによる西部劇について多くの時間をかけて語り合っていく中で、実際にこれらの映画作品から本作が影響を受けていることを脚本家のジャスティン・マークスは語っている[31][32]。

- 1967年のアニメ映画に登場するキング・ルーイはキップリングの原作には登場しないディズニーだけのオランウータンであり、実は本作を製作する上で、インドのジャングルにオランウータンは存在しないという事実にファヴローは頭を悩ませたという。だが、美術班がリサーチした結果、未知なる巨大類人猿ギガントピテクスの痕跡がインドにあったことを確認できたため、その最後の生き残りとして大胆に置き変えることを決断した[33]。そして、キング・ルーイがモーグリから赤い花の秘密を引き出そうとして迫ってくるシーンは、良くも悪くもモーグリにシア・カーンを支配するアイデアを与えるシーンでもあり、これは『ロード・オブ・ザ・リング』の指輪のように、たとえ究極の力を持ったとしても、それは破壊をもたらす堕落にもなり得るということを示している[30]。

### 撮影
撮影はアメリカ合衆国カリフォルニア州ロサンゼルス市ダウンタウン・ロサンゼルスにあるロサンゼルス・センター・スタジオにて行われ、前述のとおりブルースクリーンによるクロマキー合成を前提にしているため、セットに組み込まれる一部を除き、大部分が真っ青なセットの上でニール・セティの出演シーンを撮影した。
- 正面を向きながらモーグリとバギーラが草原を歩いているシーンや、ハチの巣落としに成功したモーグリがバルーと歩いているシーンは、低速で回転している地表の高低も再現した直径約9.1メートル（30フィート）にもおよぶ青いターンテーブルの上でニール・セティが流れに逆らい歩きながら演技しているのであって、カメラマンがニール・セティの進行方向に合わせて移動撮影しているわけではない[35]。

- 名曲「The Bare Necessities」とともにモーグリがバルーのお腹に乗って川をゆっくり下るシーンの撮影は、ロサンゼルス・センター・スタジオの野外に特設された一面ブルースクリーンの大きな水泳プールの中で、「ファヴローター（Favreator）」と名付けられたレガシー・エフェクツ社開発によるジンバル式リグの上に、バルーのお腹を見立てた絨毯を敷き、そこにニール・セティを乗せて行われ、その動きはリグ内部の油圧によって正確にコントロールできるようにコンセプト・オーバードライブ社のオーバードライブ・モーション・コントロール・システムを2台使い、レガシー・エフェクツ社のスタッフが事前にプログラミングして操作した。また、このシーンで使われたリグはモーグリを乗せたスイギュウが崖道を歩くシーンとモーグリがゾウに乗って現れる終盤のシーンにも使われていて、水泳プールも川に落ちたモーグリを撮影するために同じものが使われた。なお、レガシー・エフェクツ社はプロップの製作にも協力している[36][37]。

### VFX
CGI製作は、その大部分を800人以上のMPCスタッフが、霊長類は『猿の惑星』シリーズや『キング・コング』のVFXを手掛けたことで有名なWETAデジタル社が行ったという。
- オープニング・シーンはお馴染みのディズニー城がジャングルの前に位置するという粋な演出で始まる。よく見ると、この城の周りだけ最新技術を謳った作品とは思えないほど絵画的で、監督のジョン・ファヴローはこのようなことを語っている。「ローテクノロジーな冒頭にすることで、1967年のアニメ映画から本作までのディズニーにおける沿革の瞬間を感じて欲しかったんです。ディズニーからロゴを変更していいと言われたので、実際に手塗りでセルを塗ってロゴをデザインしたんですよ。手描きの花火とトーチの点いたお城から、引いていって最終的に写実的な世界に入っていく。このシーンは『バンビ』のようなシーンですね。[脚注 3][38]」

- バルーのお腹に乗ったときの水中に浸ったモーグリの手足など、CGIで作られたものとのあいだに物理的な接触を意味する部分はデジタル・ダブルにより、CGIで作られたモーグリを合成している[39]。デジタル・ダブルに使われたデータはニール・セティ本人ではなくセス・ザモーラ、マテオ・ディマーヤという2人の子供から撮影した写真を使っていて、彼らはそれぞれノーグリ、マトーグリと呼ばれていたという[40]。

## 公開
本作の日本での劇場公開日となった2016年8月11日は国民の休日の一つとなる山の日が施行された日であり、木曜日の公開となった。

### 歌舞伎座ジャパンプレミア
『ジャングル・ブック』の日本初公開となる試写会が2016年7月27日に銀座・歌舞伎座にて『歌舞伎座ジャパンプレミア』として行われることが発表されたのは、同年7月7日のことである。洋画のプレミアイベントが行われるのは歌舞伎座にとって史上初の試みであり、122年前に書かれたキップリングの短編小説集を伝承する本作が、127年前から続く日本の伝統芸能を受け継ぐ歌舞伎座で上映される形になった。このプレミアイベントには、ディズニー・スタジオ幹部でプロデューサーのブリガム・テイラー、監督のジョン・ファヴロー、脚本家のジャスティン・マークス、主演・モーグリ役のニール・セティに加え、日本語吹替版の声優からはバギーラ役の九代目 松本幸四郎、バルー役の西田敏行、ラクシャ役の宮沢りえ、シア・カーン役の伊勢谷友介の計8人が参加し、歌舞伎座に初めて敷かれたレッドカーペットの上を歌舞伎役者である松本幸四郎も歩き、夜は歌舞伎座の外観も照明デザイナーの石井幹子監修のもと、ジャングルをイメージしてグリーンにライトアップされた。

## 評価

### 受賞
| 年   | 映画賞                                 | 賞                       | 対象                   | 結果 | 出典   |
| ---- | -------------------------------------- | ------------------------ | ---------------------- | ---- | ------ |
| 2016 | 第22回クリティクス・チョイス・アワード | 視覚効果賞               | 『ジャングル・ブック』 | 受賞 | [ 43 ] |
| 2017 | 第15回視覚効果協会賞                   | 長編実写映画・視覚効果賞 | 『ジャングル・ブック』 | 受賞 | [ 44 ] |
| 2017 | 第89回アカデミー賞                     | アカデミー視覚効果賞     | 『ジャングル・ブック』 | 受賞 | [ 45 ] |

## 音楽
音楽はジョン・デブニーによる作曲・指揮。2003年の『エルフ 〜サンタの国からやってきた〜』、2005年の『ザスーラ』、2010年の『アイアンマン2』に続き、ジョン・ファヴローとのコラボレーションは本作で4回目である。ジョン・デブニーは1967年のアニメ映画の監督・ウォルフガング・ライザーマンの息子かつ、同作で主人公・モーグリ役の声優を務めたブルース・ライザーマンとは親友であったため、本作のプロジェクトのことを耳にしては強い思いを抱き、これを仕事として得るために、自らのエージェントと多くを語り合ったという。だが、幸いなことに、ジョン・ファヴローが監督を務めることになったので、ディズニーと自分との思い出を写した小さなアルバムを、彼や何人かのスタッフに送りつけてアプローチした結果、音楽のすべてを任されることになったのだという。

### サウンドトラック
アメリカ盤は2016年4月15日に、日本盤は2016年8月10日に、WALT DISNEY RECORDSからリリースされた。日本盤は2枚組仕様となっており、初回限定盤のみ箔仕様である。この日本盤は、日本語吹替版でバルー役を担った西田敏行とキング・ルーイ役を担った石原慎一が、それぞれ「The Bare Necessities」と「君のようになりたい」を日本語詞で歌い、これは日本語吹替版の劇中歌としても使われている。また、Little Glee Monsterが劇場では公開されないテレビCM向けのキャンペーン・ソングとして歌った日本語詞による「君のようになりたい」のカバーがここでは英語詞で歌われており、ラストは原語版でシア・カーン役の声優を担ったイドリス・エルバがミュージシャンとしてリミックスした「Trust in Me」と「The Bare Necessities」の2曲で締めくくられる。なお、日本語吹替版でモーグリ役を担った北原十希明と原語版でモーグリ役を演じたニール・セティは劇中で、それぞれ各国のバルー役の声優と一緒に「The Bare Necessities」を歌っているが、日本盤、アメリカ盤ともにモーグリの歌声は未収録であり、収録されているのは劇中で使用された「The Bare Necessities」からモーグリの歌声を差し引いたバルーのソロ・バージョンである。
| #   | タイトル                                                                            | 作詞 | 作曲                                 | アーティスト                                       | 時間 |
| --- | ----------------------------------------------------------------------------------- | ---- | ------------------------------------ | -------------------------------------------------- | ---- |
| 1.  | 「ザ・ベア・ネセシティ」(The Bare Necessities)                                      |      | テリー・ギルキソン                   | ドクター・ジョン・アンド・ザ・ナイト・トリッパーズ | 3:36 |
| 2.  | 「トラスト・イン・ミー」(Trust in Me)                                               |      | シャーマン兄弟                       | スカーレット・ヨハンソン                           | 2:55 |
| 3.  | 「メイン・タイトル‐ジャングル・ラン」(Main Titles / Jungle Run)                     |      | ジョン・デブニー、ジョージ・ブランズ |                                                    | 2:27 |
| 4.  | 「ウルブズ‐ロウ・オブ・ザ・ジャングル」(Wolves / Law of the Jungle)                 |      | ジョン・デブニー                     |                                                    | 2:16 |
| 5.  | 「ウォーター・トゥルース」(Water Truce)                                             |      | ジョン・デブニー                     |                                                    | 3:40 |
| 6.  | 「ザ・レインズ・リターン」(The Rains Return)                                        |      | ジョン・デブニー                     |                                                    | 1:46 |
| 7.  | 「モーグリズ・リーヴィング」(Mowgli's Leaving / Elephant Theme)                     |      | ジョン・デブニー                     |                                                    | 3:28 |
| 8.  | 「シア・カーン・アタックス―スタンピード」(Shere Khan Attacks / Stampede)            |      | ジョン・デブニー                     |                                                    | 2:06 |
| 9.  | 「カー‐バルー・トゥー・ザ・レスキュー」(Kaa / Baloo to the Rescue)                  |      | ジョン・デブニー                     |                                                    | 5:21 |
| 10. | 「ハニカム・クライム」(Honeycomb Climb)                                             |      | ジョン・デブニー                     |                                                    | 3:31 |
| 11. | 「ザ・マン・ビレッジ」(Man Village)                                                 |      | ジョン・デブニー                     |                                                    | 2:59 |
| 12. | 「モーグリ・アンド・ザ・ピット」(Mowgli and the Pit)                                |      | ジョン・デブニー                     |                                                    | 3:26 |
| 13. | 「モンキーズ・キッドナップ・モーグリ」(Monkeys Kidnap Mowgli)                       |      | ジョン・デブニー                     |                                                    | 1:52 |
| 14. | 「アライバル・アット・キング・ルーイズ・テンプル」(Arriving at King Louie's Temple) |      | ジョン・デブニー                     |                                                    | 4:35 |
| 15. | 「コールド・レア・チェイス」(Cold Lair Chase)                                       |      | ジョン・デブニー                     |                                                    | 4:03 |
| 16. | 「ザ・レッド・フラワー」(Red Flower)                                                |      | ジョン・デブニー                     |                                                    | 3:15 |
| 17. | 「トゥ・ザ・リバー」(To the River)                                                  |      | ジョン・デブニー                     |                                                    | 3:05 |
| 18. | 「シア・カーンズ・ウォー・テーマ」(Shere Khan's War Theme)                          |      | ジョン・デブニー                     |                                                    | 2:37 |
| 19. | 「シア・カーン・アンド・ザ・ファイヤー」(Shere Khan and the Fire)                   |      | ジョン・デブニー                     |                                                    | 4:52 |
| 20. | 「エレファント・ウォーターフォール」(Elephant Waterfall)                            |      | ジョン・デブニー                     |                                                    | 3:27 |
| 21. | 「モーグリ・ウィンズ・ザ・レース」(Mowgli Wins the Race)                            |      | ジョン・デブニー                     |                                                    | 0:41 |
| 22. | 「ザ・ジャングル・ブック・クローズィーズ」(Jungle Book Closes)                      |      | ジョン・デブニー                     |                                                    | 2:16 |
| 23. | 「君のようになりたい」(I Wan'na Be Like You)                                        |      | シャーマン兄弟                       | クリストファー・ウォーケン                         | 3:02 |
| 24. | 「ザ・ベア・ネセシティ」(The Bare Necessities)                                      |      | テリー・ギルキソン                   | ビル・マーレイ、カーミット・ラフィンズ             | 3:01 |

| #  | タイトル                                                                                          | 作詞 | 作曲               | アーティスト                                                         | 時間 |
| -- | ------------------------------------------------------------------------------------------------- | ---- | ------------------ | -------------------------------------------------------------------- | ---- |
| 1. | 「ザ・ベア・ネセシティ」(The Bare Necessities)                                                    |      | テリー・ギルキソン | 西田敏行                                                             | 3:06 |
| 2. | 「君のようになりたい」(I Wan'na Be Like You)                                                      |      | シャーマン兄弟     | 石原慎一                                                             | 3:03 |
| 3. | 「君のようになりたい」(I Wan'na Be Like You)                                                      |      | シャーマン兄弟     | Little Glee Monster                                                  | 2:50 |
| 4. | 「トラスト・イン・ミー (イドリス・エルバ・イージー・タイガー・リミックス)」(Trust in Me)          |      | シャーマン兄弟     | イドリス・エルバ、スカーレット・ヨハンソン                           | 6:22 |
| 5. | 「ザ・ベア・ネセシティ (イドリス・エルバ・イージー・タイガー・リミックス)」(The Bare Necessities) |      | テリー・ギルキソン | イドリス・エルバ、ドクター・ジョン・アンド・ザ・ナイト・トリッパーズ | 3:22 |

## テレビ放送
| 回数 | テレビ局   | 番組名（放送枠名） | 放送日             | 放送時間      | 放送分数 | 視聴率 | 備考                                                                                             |
| ---- | ---------- | ------------------ | ------------------ | ------------- | -------- | ------ | ------------------------------------------------------------------------------------------------ |
| 1    | フジテレビ | 土曜プレミアム     | 2020年6月6日（土） | 21:00 - 23:10 | 130分    | 9.7%   | 地上波初放送 本編ノーカット放送 本編終了後、「ハワイアン・バケーション」がノーカット放送された。 |

- 視聴率はビデオリサーチ調べ、関東地区・世帯・リアルタイム。